# Mircea Perpelea
Mircea Perpelea (n. 14 ianuarie 1956, Morunglav, România) este director la Banca Națională a României și profesor universitar. Fost Consul al României la Marsilia, Perpelea a avut o contribuție deosebită la dezvoltarea relațiilor franco-române, fiind membru fondator și Președinte al Asociației „Amitié franco-roumaine”.
Este și membru al masoneriei.

## Studii și carieră
Perpelea s-a născut în comuna Morunglav, județul Olt, la 14 ianuarie 1956.

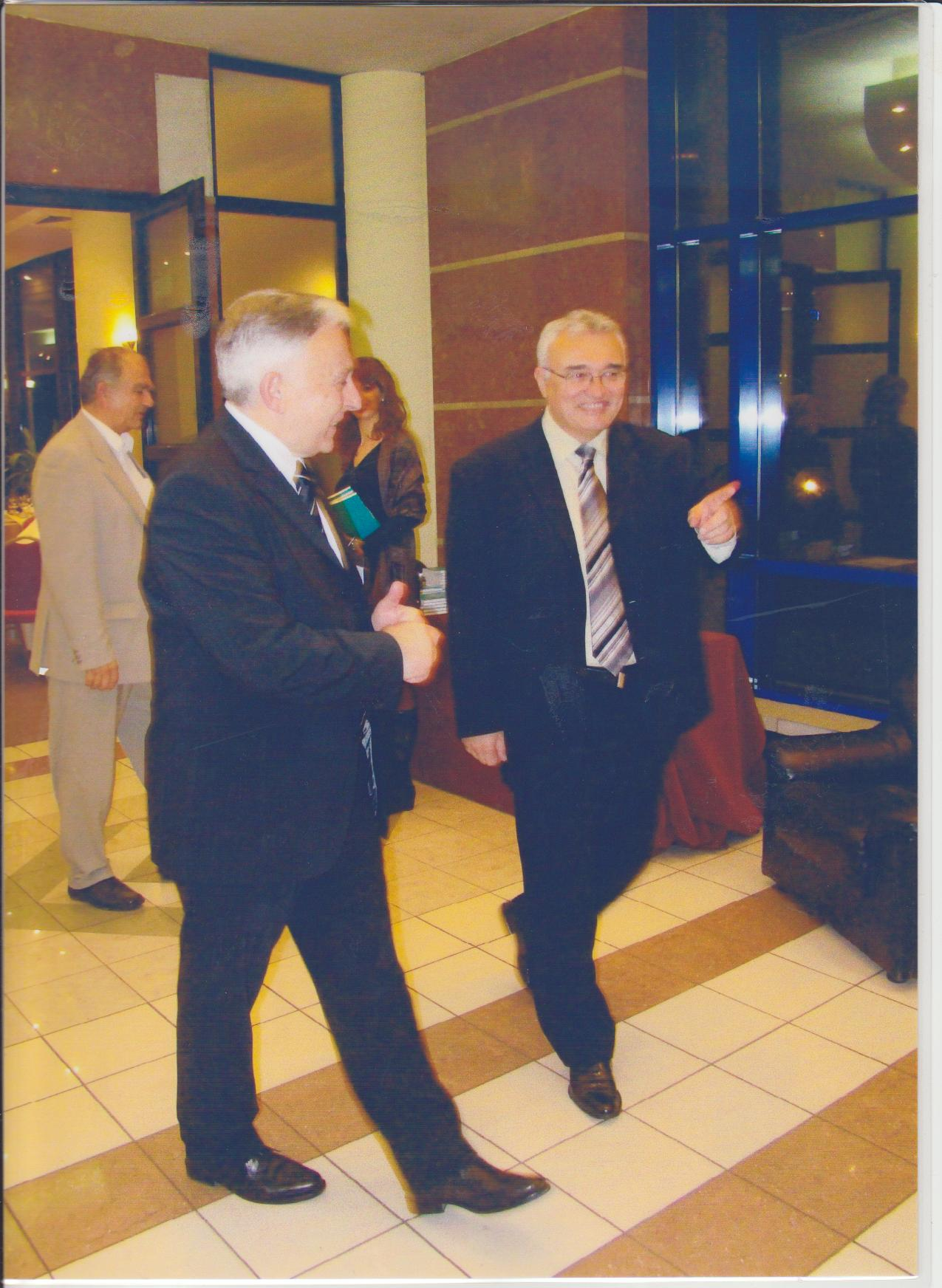
Mircea Perpelea, BNR

După absolvirea Facultății de Electrotehnică din cadrul Universității Craiova, a lucrat ca inginer șef în cadrul Schelei de Foraj Râmnicu Vâlcea, având atribuții în domeniul energetic. Pentru perfecționarea în domeniul energetic a urmat și absolvit cursuri postuniversitare la Institutul Politehnic din București. 
O perioadă a activat ca Președinte al Casei de Știintă și Tehnică pentru Tineret din Râmnicu Vâlcea, cu răspundere directă în proiecte de invenții, de inovații și culturale. S-a înscris la doctorat în cadrul Catedrei de Electrotehnică din Universitatea Politehnică din București obținând, în urma susținerii publice, titlul de doctor inginer în anul 1997. În această perioadă a depus și activitate didactică ca asistent asociat la Facultatea de Subingineri din Râmnicu Vâlcea. 
După anul 1995 Perpelea a activat în domeniul financiar, ca director de bancă (1999-2001) și apoi în cadrul Ministerului Administrației Publice, fiind Prefect al județului Vâlcea. 

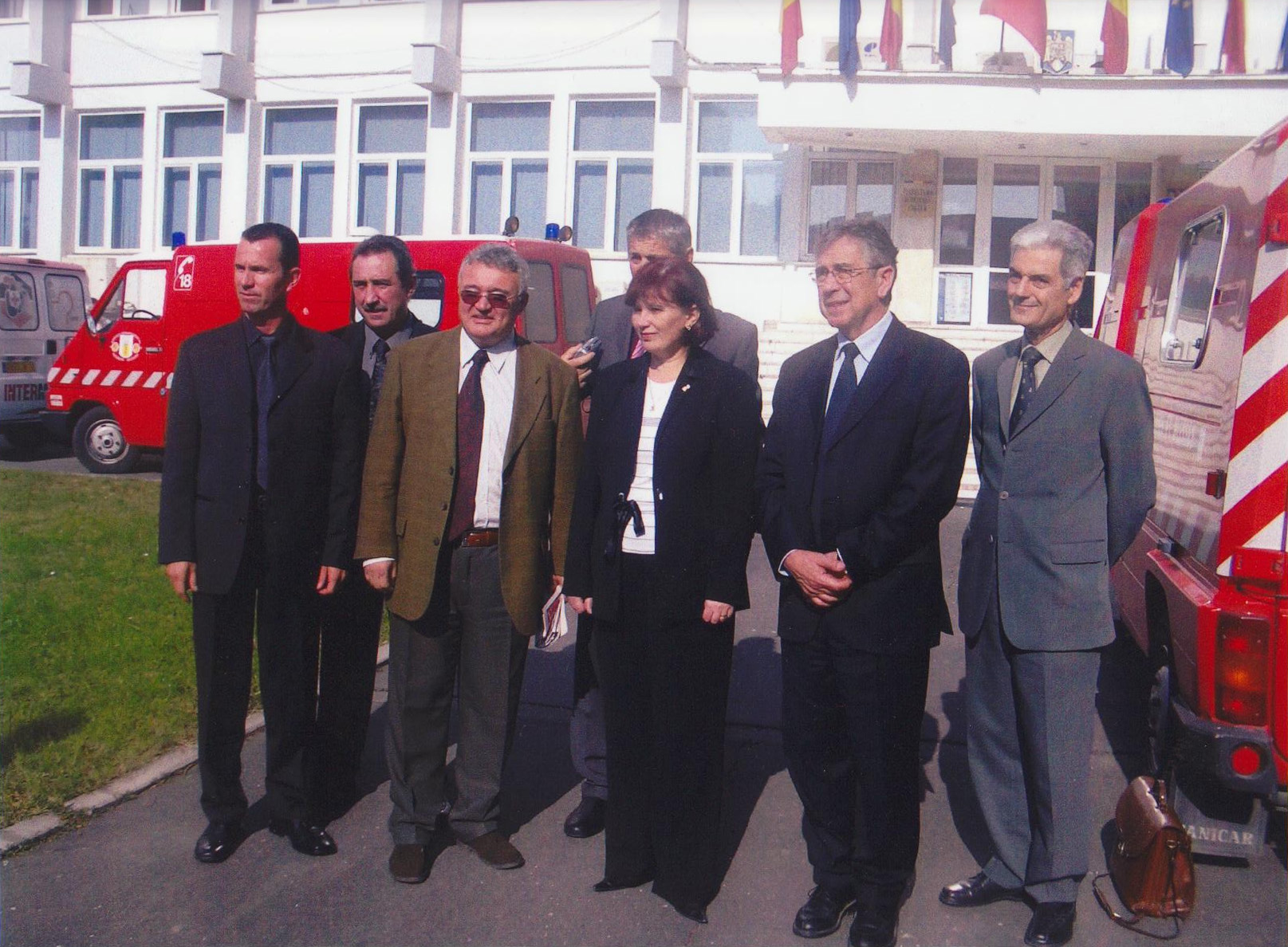
Mircea Perpelea, Prefectura Vâlcea

Începând cu anul 2003 a activat în cadrul Ministerului de Externe în calitate de consul al României la Marsilia. În această perioadă a promovat mai multe proiecte internaționale în domeniul universitar, având printre beneficiari Universitatea din Pitești. 
În anul 2004 a obținut gradul didactic de conferențiar universitar la Universitatea din Pitești, Facultatea de Electronică, Comunicații și Calculatoare. Aici activează în prezent predând disciplinele „Echipamente electrice” și „Utilizarea energiei electrice”. 
Tot în domeniul didactic universitar a fost solicitat de Universitatea Spiru Haret pentru predarea unor cursuri de profil economic. Perpelea este de asemenea, doctorand la Universitatea din Craiova, Facultatea de Științe Economice. A urmat diferite cursuri de pregătire în domeniile tehnic și economic în țară și în străinătate, printre care la George Town University, și a obținut și titlul de master la SNSPA.  
În prezent este director în cadrul Băncii Naționale a României.

## Dezvoltarea relatiilor franco - române

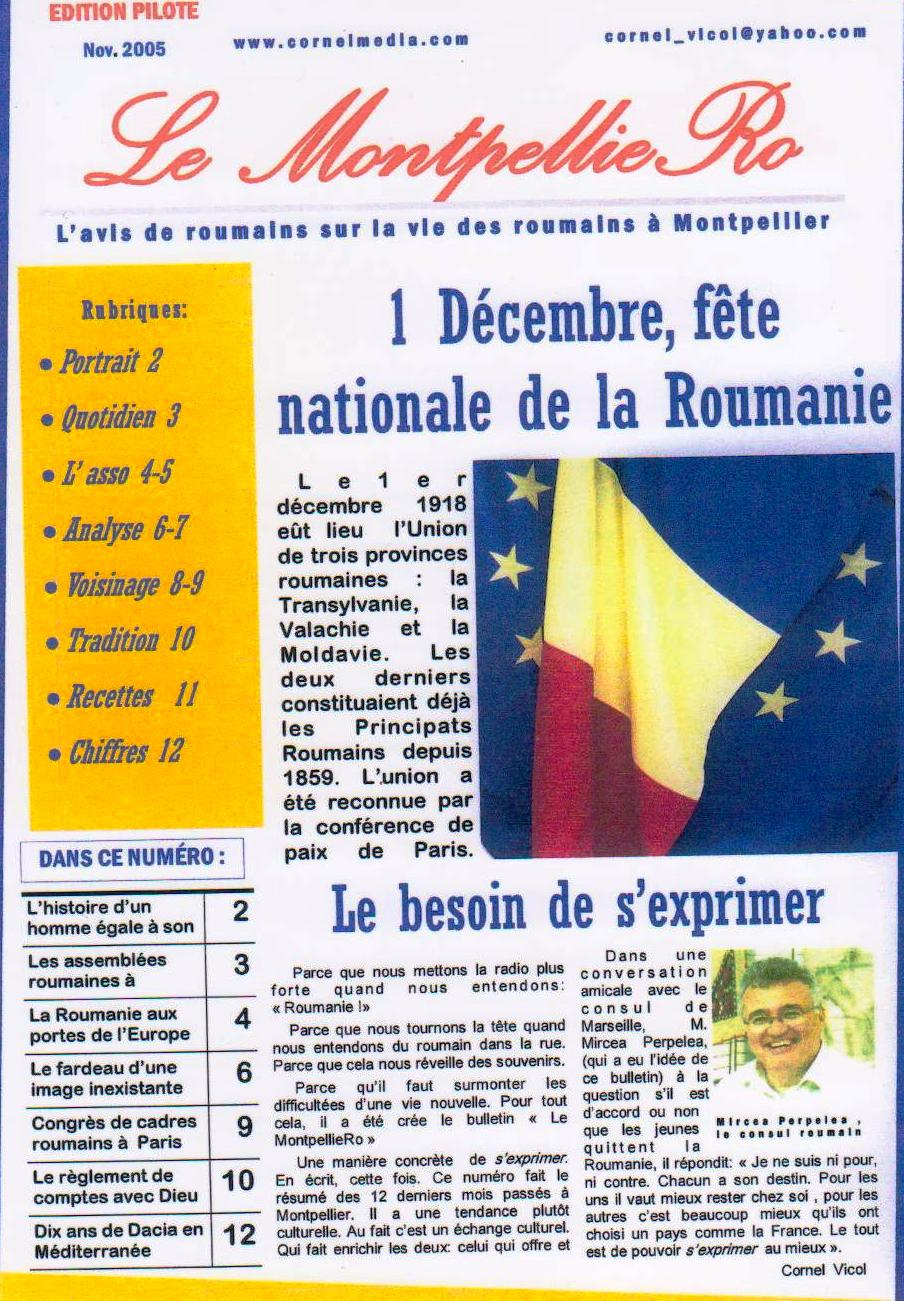
Ziua Națională a României, 2005

Perpelea este membru fondator și Președinte de onoare al  Asociației „Amitié franco-roumaine” ce are ca scop intensificarea relațiilor între România și Franța prin derularea unor proiecte culturale, de schimburi universitare, turistice și sociale.
Pe plan universitar Perpelea se implică în proiecte de cooperare între Universitatea d’Aix en Provence și Universitatea din Pitești. La 1 decembrie 2009 de exemplu, cu ocazia zilei naționale a României, a fost invitat de către Universitatea Aix en Provence pentru a sustine o conferință cu privire la situația economică și politică din România. Schimburi de profesori și studenți între cele doua universități sunt în curs, iar la ora actuală se discută un proiect care vizează propunerea de cursuri de limba româna (cu Facultatea de Litere) pentru francezii care sunt implicați în activitatea Asociației. 

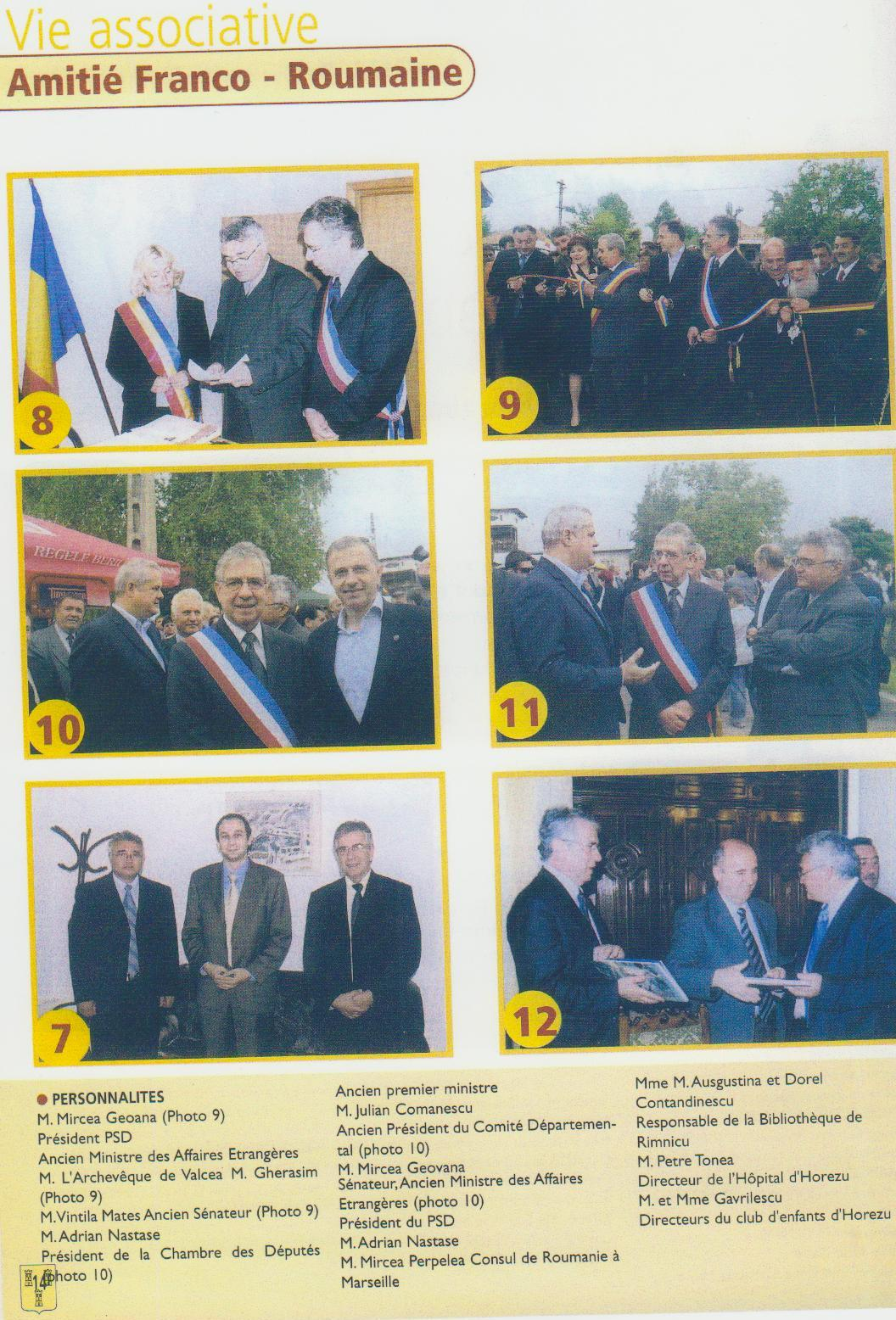
Association Amitié Franco-Roumanie

Acest proiect este deosebit de interesant deoarece Asociația „Amitié franco-roumaine” este foarte activă în încurajarea proiectelor de cooperare și schimburi pe plan local. Unul dintre obiectivele asociației este de exemplu, realizarea a 13 proiecte de înfrățire între localități din Franța și România. Trei din aceste proiecte au fost deja realizate, cu localități din Franța situate în zona Marsilia – Aix en Provence : La Detrousse – Horezu, Gréascque – Alunu, Bouilladisse – Brezoi. În urma acestor înfrățiri, schimburi de elevi au avut deja loc între  Gréasque și Horezu. De asemnea, ceramiști români din Horezu au venit în Franța pentru a-i întâlni pe colegii lor francezi și ceramiști francezi vor merge în România. 
La ora actuală sunt în discuție și o serie de alte proiecte, în jurul unor concepte inovante de tipul turismului social, cu scopul de a pune în valoare patrimoniul istoric și cultural românesc în Franța. 
În urma acestor activități Perpelea a fost numit „Cetățean de onoare” al localităților La Bouilladisse și La Destrousse din Franța. El a fost premiat și cu Medalia de Onoare a Orașului Marsilia, de către Primarul Orașului și Vice-Președintele Senatului Francez, Dl. Jean Claude Gaudin, în aprilie 2004. 

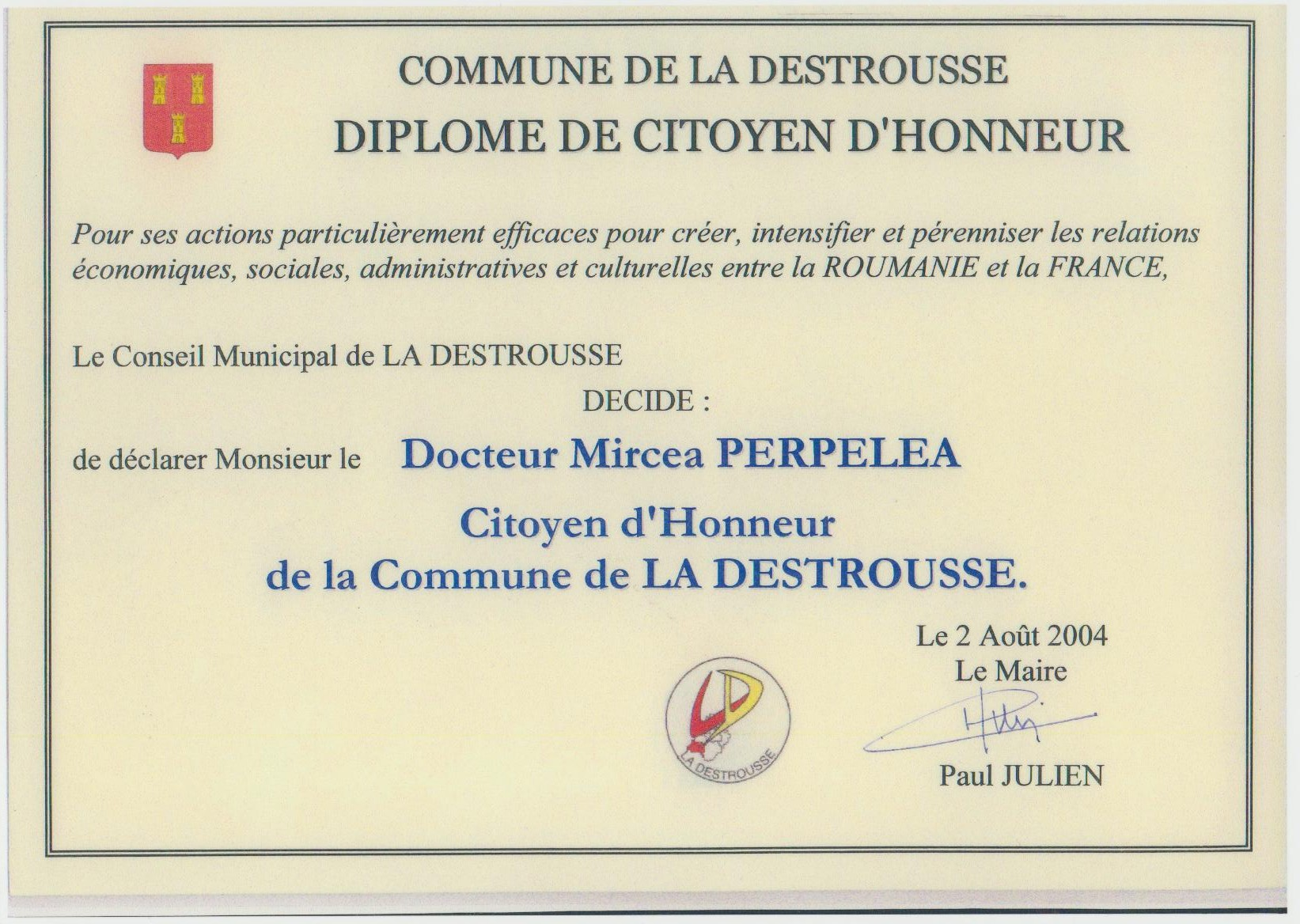
Citoyen d'Honneur La Destrousse

In cadrul mandatului său la Consulatul Român Perpelea a promovat proiectul CENTRE D’AFFAIRES FRANCO-ROUMAIN (dezvoltare economică, turistică și culturală). El este de asemenea, inițiatorul proiectului de cooperare între Camera de Comerț Vâlcea și Camera de comerț Marsillia, finalizat cu înfrățire pe termen lung și activități economice și administrative. 
Perpelea este și cetățean de onoare al localității Lăcusteni, județul Vâlcea, ca urmare a sprijinului acordat pentru înființarea  și dezvoltarea localității.

## Activitate academică și publicații
Perpelea este autorul a trei cărți de specialitate publicate între anii 2004 și 2008  și co-autor la alte trei lucrări dintre care ultima publicată în Franța : 
- Perpelea M., Echipamente electrice – Elemente teoretice fundamentale, Ed. Noua, București, 2008.
- Perpelea, M, Rețele și echipamente electrice, Ed. Noua, București, 2008.
- Perpelea M., Metrologie și măsurări electrice, Ed. Conphys, Râmnicu Vâlcea, 2004.
- Perpelea M., Popescu L., Visinescu S., Gestiune și decizii financiare la întreprinderi, Ed. Conphys, Râmnicu Vâlcea, 2005.
- Perpelea M., Mecatronica-Convertoare electromagnetice, (autor capitol), Ed.CONPHYS, Râmnicu Vâlcea, 2002.Perpelea M., Iordache M., Analyse numerique des circuites analogiques nonlineaires, Marsilia, 2006.
- Este de asemenea autorul cărților "La Roumanie – Investissements et Tourisme", 2006, publicata la Marsilia, și „Un prefect la papion – exerciții de diplomație”, Ed. Noua, 2009.

A scris de asemenea peste douăzeci de articole publicate în reviste de specialitate din România, Spania, Franța, Cipru, Turcia etc., începând cu 1994. Este în plus coautor la două culegeri de probleme și îndrumar de laborator, precum și la alte patru lucrări ce se regăsesc în biblioteca Universității Politehnica din București.